# Козарська (річка)

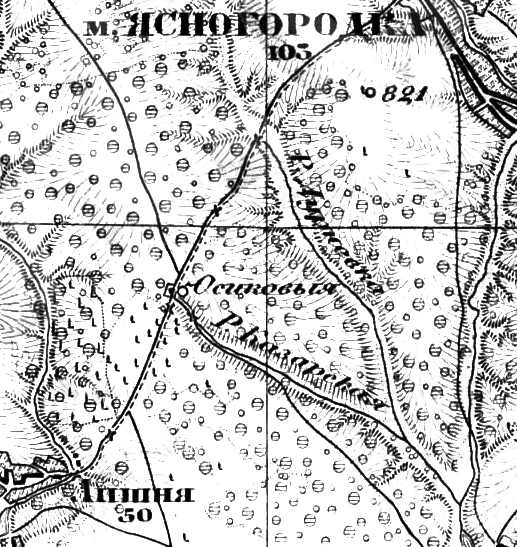
Річки Дурнівка і Козарська на карті Шуберта, 1868 рік

Козарська — струмок, права притока річки Трубище, що протікає територією Макарівського району Київської області.
Перша згадка про села Дурнів і Козарове датується 1636 роком: «Підданих своїх білогородських Корецькі теж наслали на урочище Калиновий Кущ, а від Калинового Куща до села Дурнева. А від Дурнева пішли аж до села Козарова, до самої межі і ґрунту, який розділяє володіння пана Филона Богушевича новоселицькі і бишівські». Обидва села зникли ще в XVII столітті, на згадку про них лишилися урочища Дурнівка та Козарове та однойменні річечки.
Річка Козарська зафіксована як притока Ірпеня в І. Фундуклея та у Словнику Гідронімів України, а також позначена на карті Шуберта.

## Притоки
Дурнівка (ліва)